# Port lotniczy Sardarapat
Port lotniczy Hoktember – lokalny port lotniczy zlokalizowany w mieście Hoktember, w Armenii.